# Метроэлектротранс (Казань)
Муниципальное унитарное предприятие «Метроэлектротранс» города Казани (тат. «Метроэлектротранс» муниципаль унитар предприятиясе, «Metroelektrotrans» munitsipal unitar predpriätiäse, сокращённо МУП «Метроэлектротранс» г. Казани) — городское муниципальное унитарное предприятие, охватывающее своей деятельностью город Казань и выполняющее городские пассажирские перевозки трамваями, троллейбусами и метро.
В структуру предприятия входят электродепо «Аметьево», трамвайное депо № 1 и троллейбусные депо № 1 и № 2.

## История
С момента появления электрического трамвая в Казани в 1899 году устройством трамвайного движения в городе занималось «Бельгийское анонимное общество конно-железных дорог». В 1918 году оно было национализировано, на его месте было создано управление Казанского городского трамвая. В начале 1920-х казанский трамвай перешёл в ведение треста «Эльводтрам» (электричество-вода-трамвай), из которого вскоре было выделено самостоятельное Управление Казанского городского трамвая. С появлением в городе троллейбуса (1948) реорганизовано в Казанское трамвайно-троллейбусное управление, которое позже переименовывалось в Казанское производственное объединение городского электротранспорта (КПОГЭТ, 1980-е) и Производственное объединение «Казгорэлектротранс» (1994), которое в 2002 году было реорганизовано в муниципальное унитарное предприятие. В 2006 году оно было объединено с МУП «Казанский метрополитен» в МУП «Метроэлектротранс».
C 2007 года вновь приобретаемые трамваи в Казани имеют красную расцветку, а троллейбусы — зелёную (исключением являются троллейбусы МАЗ-303Т22 2023 года поставки; машины окрашены в лазурный цвет). В течение 2016-2021 годов предприятием были приобретены 70 трамваев и 100 троллейбусов. По состоянию на 2021 год, Метроэлектротранс эксплуатировал парк из 109 трамваев, 185 троллейбусов и 15 поездов метро.
Совокупные пассажирские перевозки в 2020 году сократились по отношению к 2019 году на 27 % и составили 51 млн пассажиров, в том числе 21,5 млн — метрополитен, 17,5 млн — троллейбус и 12 млн — трамвай.

## Руководители
- Рутковский, Станислав Станиславович (1899—1915)[8]
- Соколовский, Григорий Львович (1915—1918)[9][4]
- Дерунов О. Е. (1918-?)[4]
- Дорофеев Н. А. (1926—1929)[8]
- Петров А. В. (1934—1936)[8]
- Мартынов А. И. (1937—1939)[8]
- Шерстневский, Николай Иванович (1939)[8]
- Семагин И. Г. (1939—1942)[8]
- Моросанов (Марасанов), Николай Николаевич (главный инженер, 1943—1945)[8]
- Шелепчиков, Сергей Павлович (1945—1947)[8]
- Чилап, Яков Абрамович (1947—1951)[8]
- Мухачёв, Валентин Иосифович (1952—1962)[8]
- Акалаев, Хайдар Хуснутдинович[тат.] (1962—1995)[8]
- Гусманов, Рафис Мирзанурович (1995—1998)
- Багаутдинов, Рафик Галимуллович (1998-?)
- Галявов, Асфан Галямович (2004—2021)
- Абдулхаков, Айдар Камилевич (с 2021)